# Sadakaram
Sadakaram (auch: Sada Karam, Sadakarem) ist ein Dorf im Arrondissement Zinder II der Stadt Zinder in Niger.

## Geographie
Das von einem traditionellen Ortsvorsteher (chef traditionnel) geleitete Dorf befindet sich nördlich des Stadtzentrums im ländlichen Gemeindegebiet von Zinder, der Hauptstadt der gleichnamigen Region Zinder. Südlich von Sadakaram schließt das Nachbardorf Kagna Garin Daoudou an.
Wie im gesamten Gemeindegebiet von Zinder herrscht das Klima der Sahelzone vor, mit einer durchschnittlichen jährlichen Niederschlagsmenge zwischen 300 und 400 mm.

## Geschichte
Bei einer Untersuchung im Jahr 1990 wurde beim Befall mit der Saugwürmer-Art Schistosoma haematobium unter den 10- bis 13-Jährigen im Ort eine Prävalenz von 12 Prozent festgestellt.

## Bevölkerung
Bei der Volkszählung 2012 hatte Sadakaram 1366 Einwohner, die in 240 Haushalten lebten. Bei der Volkszählung 2001 betrug die Einwohnerzahl 834 in 134 Haushalten und bei der Volkszählung 1988 belief sich die Einwohnerzahl auf 557 in 113 Haushalten.

## Wirtschaft und Infrastruktur

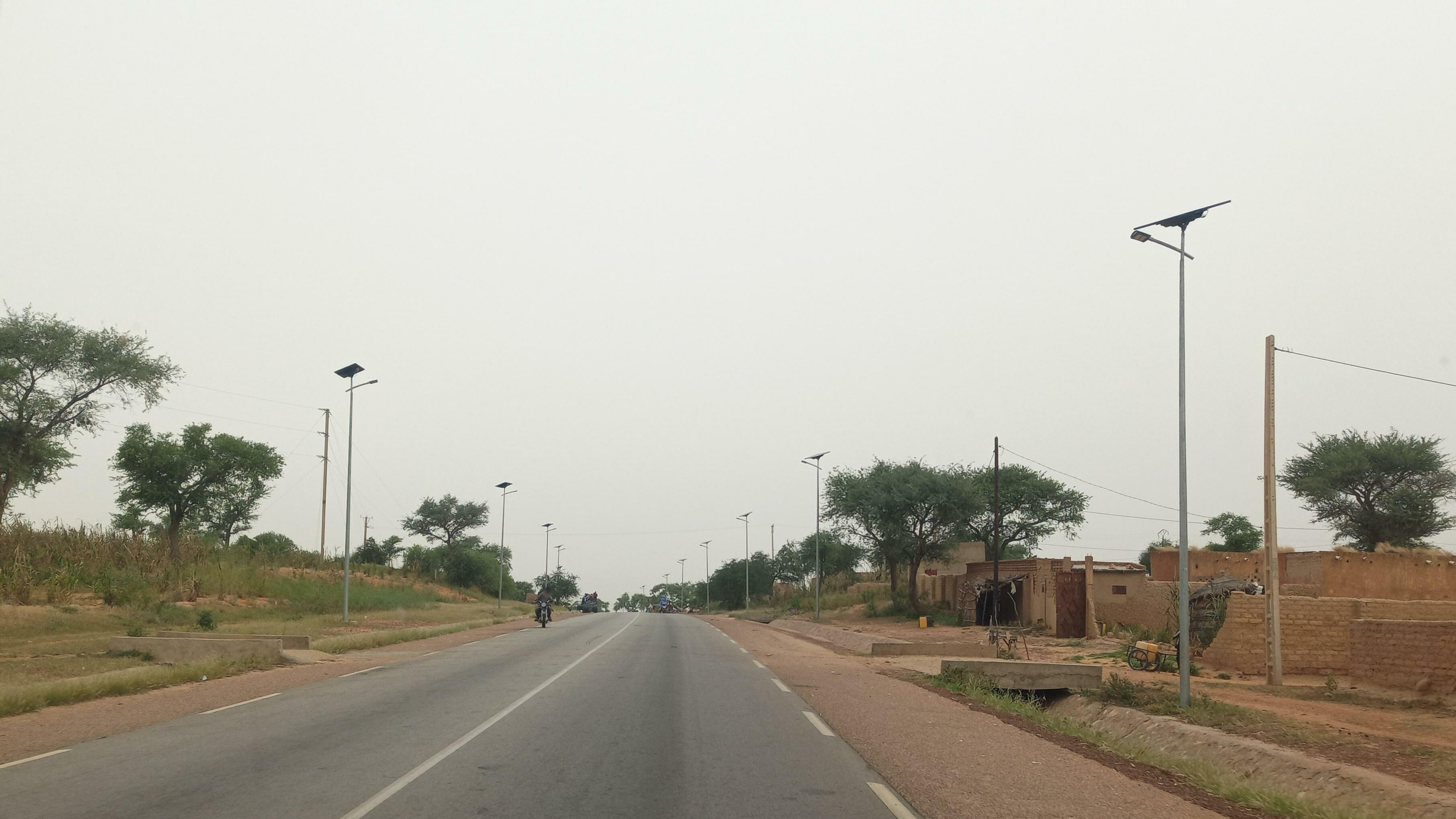
Nationalstraße 11 bei Sadakaram (2023)

Bei Sadakaram verläuft die 980,9 Kilometer lange Nationalstraße 11 zwischen Algerien und Nigeria. Es gibt eine Schule im Dorf. In Sadakaram ist eine Pfadfindergruppe des nationalen Verbands Association des scouts du Niger aktiv.